# Jintan (Pillen)

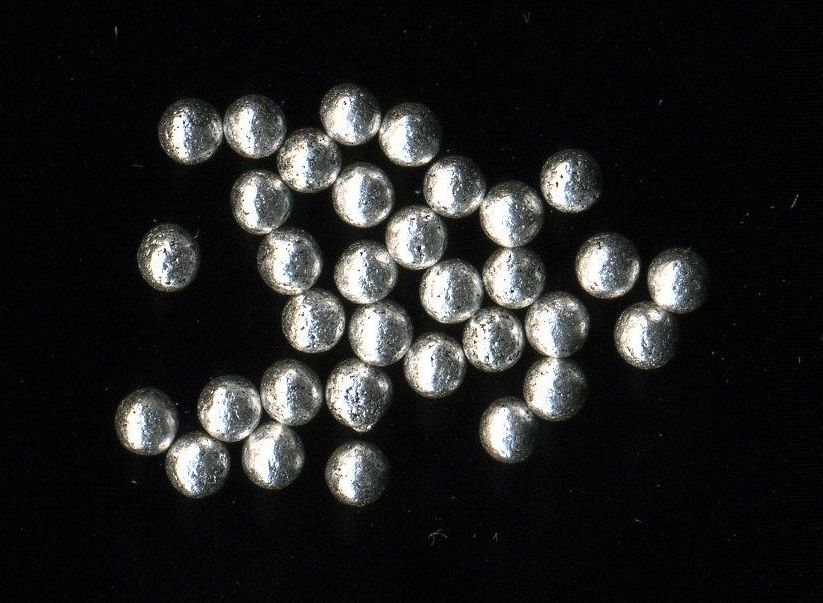
Jintan-Pillen

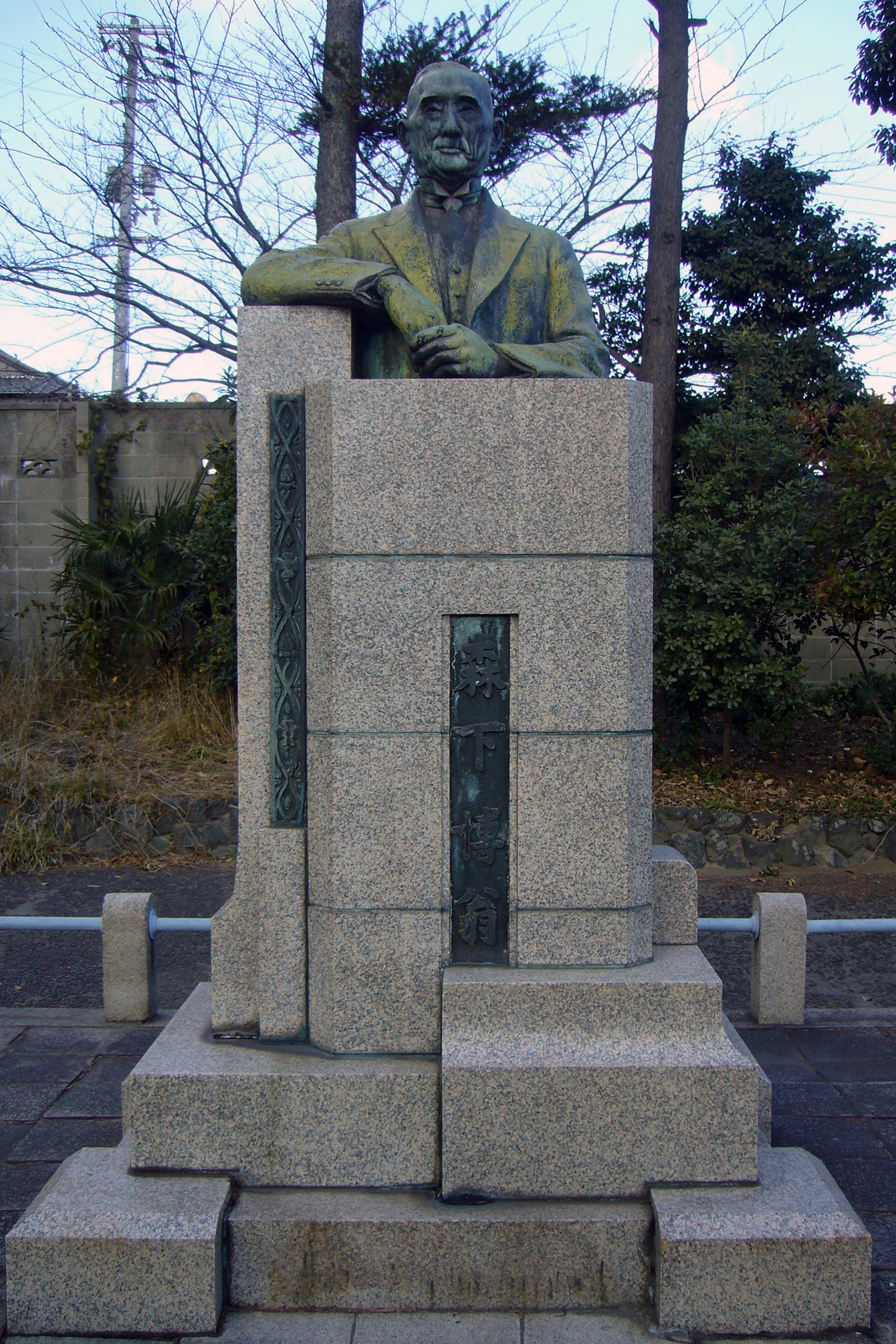
Büste von Morishita Hiroyoshi vor dem Nunakuma-Schrein in Fukuyama

Jintan (jap. 仁丹) ist der Name einer von Morishita Hiroyoshi (森下博) entwickelten und seit 1905 vertriebenen populären Pillen-Sorte, die zunächst als prophylaktisches Allheilmittel galt, heute aber nur noch zur Mundhygiene und Erfrischung dient.
Morishita Hiroshi (1869–1943) war der älteste Sohn eines Priesters am Nunakuma-Schrein (沼名前神社, Numakuma jinja) in Fukuyama (Präfektur Hiroshima). Als der Vater sein Amt aufgab und sich im Tabakhandel engagierte, wurde der neunjährige Sohn aus der Schule genommen. Dieser ging jedoch mit 15 Jahren nach dem Tode des Vaters nach Osaka, wo er 1893 eine Arzneimittelhandlung gründete und auch eigene Mittel entwickelte. Schon früh hatte er die Bedeutung von Anzeigen erkannt. Für das gegen Geschlechtskrankheiten entwickelte Mittel Dokumetsu benutzte er ein Porträt des seinerzeit auch in Japan verehrten Reichskanzlers Otto von Bismarck. Von Morishita stammen die ersten ganzseitigen Anzeigen in japanischen Tageszeitungen sowie Plakatsäulen in Osaka und Tokio, die seinerzeit Jintan-Türme (仁丹塔, Jintantō) genannt wurden.　Morishita erschloss schon bald ausländische Märkte von Asien bis Mittel- und Südamerika, richtete Zweigestellen und Tochterfirmen ein.
Während des Russisch-Japanischen Kriegs, in dem das Ansehen des siegreichen Militärs von vielen Firmen zur Produktwerbung genutzt wurde, entstand dann das Mittel Jintan. Es wurde in kleinen Fläschchen, später auch Dosen vertrieben, die das Bild eines hohen Offiziers mit Zweispitz und Galauniform zeigen. Jintan besteht aus sechzehn, der chinesischen Apotheke entnommenen Zutaten wie Zimt, Minze, Ingwer, Gewürznelken, Kümmel, Fructus Amomi usw. Der Name verbindet den konfuzianischen Begriff jin (Menschlichkeit) mit dem besonders im Daoismus genutzten Terminus tan (Zinnober, zinnoberhaltige Pillen, Pillen allgemein) und evoziert die Vorstellung von Langlebigkeit und Gesundheit.